# Павло Тетеря
Павло́ Іва́нович Тете́ря (або Павло Тетера, у народній творчості також вживається Тетеренко), ім'я при народженні — Павло Іва́нович Мошковський гербу Сліповрон (бл. 1620, невідомо — початок квітня 1670, Едірне, Османська імперія) — український дипломат, військовий, політичний і державний діяч, близький соратник та зять Богдана Хмельницького, гетьман Війська Запорозького Правобережної України (1663–1665) під протекторатом Речі Посполитої. 
Представник шляхетського роду Мошковських.
Після навчання у Києво-Могилянській колегії почав працювати у ґродському суді у Володимир, а пізніше — в Луцьку, де познайомився зі ще одним майбутнім гетьманом Війська Запорозького Іваном Виговським.
З початком Хмельниччини залишився на службі поляків, проте після падіння Луцька перейшов на бік козаків. Спершу обіймав посаду писаря Переяславського полку, а з 1653 року — переяславського полковника. Особливо відомий своїми дипломатичними місіями від імені козаків (переговорами у Москві щодо підписання Переяславської угоди, посольством до Дьйордя Ракоці, перемовинами з питань укладення Гадяцького договору тощо).
Під час правління Івана Виговського продовжував вести активну дипломатичну діяльність разом із Іваном Грушею. В майбутньому обійняв посаду генерального писаря в уряді Юрія Хмельницького. Вів постійні переговори то з Варшавою, то з Москвою, шукаючи для козаків якомога вигідніших умов співпраці.
Після зречення Юрія Хмельницького разом із Іваном Виговським став головним претендентом на булаву. Офіційно визнав факт свого обрання новим очільником Правобережжя лише 21 січня 1663 року. Брав участь у поході Яна ІІ Казимира на Лівобережжя, а також боротьбі з антиурядовими повстаннями на Правобережжі. Однак 1665 року зазнав поразки від Василя Дрозденка, через що невдовзі зрікся булави і, захопивши козацьку скарбницю, втік до Варшави, де прийняв католицтво та обійняв посаду стольника. 
Надалі обіймав посаду старости різних міст. 
1669 року втік до Молдови, де перейшов на бік султана та, імовірно, готував повстання чи навіть повноцінну військову кампанію проти короля Речі Посполитої, через що був отруєний польськими шпигунами влітку 1670 року. 

## Життєпис

### Походження
Павло Тетеря — шляхетського роду з Мошковських Київського воєводства (Переяслав). Мати — Анастасія, жила 1670 року, тоді була монахинею-василіянкою. Не доведене припущення, що його хрещеним був Богдан Хмельницький.

### Освіта
Навчався в унійній василіянській школі Мінська, ректором якої був майбутній єпископ Унійної церкви Яків (Суша) — із цим архієреєм Павло Тетеря згодом підтримував тісні зв'язки. Добре знав латину, у Мінську, певне, опанував ораторське мистецтво. 1639 перебував у Пражмуві — родинному «гнізді» магнатів Пражмовських — як магнатський слуга — шляхтич-компаньйон Миколая Пражмовського — майбутнього примаса Речі Посполитої та Коронного Канцлера. Імовірно перебував у Італії разом із ним.
Вихованець Києво-Могилянської Колегії та член Львівського православного Братства.

### Кар'єра
Наприкінці 1640-х розпочав кар'єру канцеляриста як підписок Луцького гродського суду (його начальник — писар Станіслав Казімеж Беневський гербу Радван). У Луцьку познайомився з майбутнім гетьманом Іваном Виговським.
У серпні у 1648 під час взяття армією України Луцька став на бік Гетьманату. У козацькому реєстрі 1649  записаний як Павло Мошковський. 1649, певне, став писарем (канцлером) Переяславського адміністративного полку, очолив посольство до Дьйордя Ракоці (можна назвати одним з тих, хто заклав підвалини козацько-трансільванської дипломатії). Для нього як дипломата було характерним вміння вести вишукану подвійну гру, що оцінив гетьман Богдан Хмельницький.
Весною 1651, разом із осавулом Переяславського полку Демком, козаками і татарами, облягав Кам'янець на Поділлі. Павло Тетеря супроводжував Тимоша Хмельницького в дорозі до Яс з метою укладення династичного шлюбу (1 вересня 1652) з Розандою, дочкою молдавського господаря Василія Лупу. Влітку (перша згадка — 13 липня) 1653 р. Тетеря став Переяславським полковником.
1657–1659 роках — генеральний писар за гетьмана Івана Виговського. Брав активну участь разом із Юрієм Немиричем у Гадяцьких переговорах про союз України з Польщею та Литвою.
1658 добився припинення походу королівських військ в Україну (перемовини почались у березні, тривали півроку, партнером був С. Бєнєвський). В основному перебував на Поліссі та Волині, у Межирічі та Корці, їздив до Чигирина. Певний час тоді проживав поруч зі своїм покровителем з луцьких часів волинським каштеляном С. Беневським, з яким погоджував певні пункти Гадяцького договору. У Гощі 5 липня 1658 були датовані «пункти Тетері» до Гадяцького договору. 28 жовтня 1658 року мав авдієнцію у короля та королеви Марії Людвіки. Присутній на ній посол П'єр де Нуає (Нуає П'єр де) писав до Людовика XIV, що «Тетеря — поставний, гарних манер, убраний… в сукню з зеленого оксамиту з золотими ґудзиками». У 1658–1661 роках зміцнив серед поляків думку про себе як про знавця справ в Україні, у якій перебував недовгими наїздами.
У листопаді 1660 — генеральний писар в уряді Гетьмана Юрія Хмельницького. У лютому 1662 виїхав з Варшави до Чигирина як посол короля й сенату із завданням не допустити зв'язків Гетьмана із московськими людьми і татарами.
1661  перебував на Підляшші або у Варшаві. Як свідчать записи сейму 1661 року, був зарахований до числа «польського лицарства». Згодом Павло Тетеря став відвертим прихильником польської орієнтації й виступав як агент Речі Посполитої: спільно із сеймовим комісаром Станіславом Беневським намагався окреслити в Гадяцькому договорі основну концепцію Великого князівства Руського. При його гетьманування за причетність до повстання поляки стратили Івана Виговського, але у складеній перед смертю духівниці Виговський не звинувачував Тетерю.

#### Гетьман України

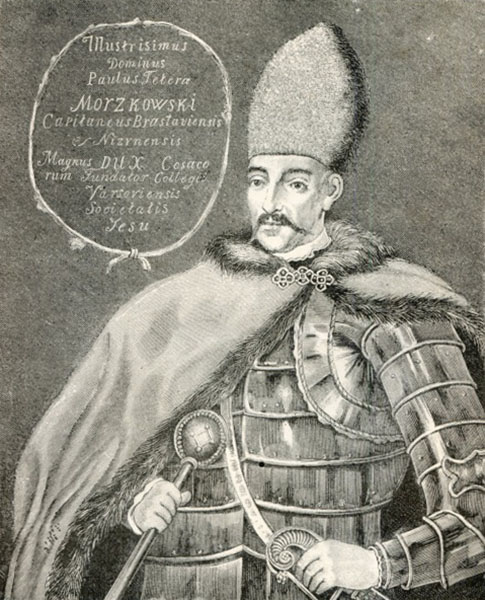
Magnum Dux Cosacorum (Великий князь козаків) Павло Мошковський «Тетеря», фундатор варшавського колегіуму єзуїтів. Портрет (гравюра XIX ст.)

Гетьманом став після зречення Юрія Хмельницького або у його присутності в середині чи другій половині жовтня 1662 року. У листі від 15 листопада 1662 року козацькі делегації титулують його гетьманом. У грудні 1662 року у листі до короля заперечував факт обрання. 21 січня 1663 року написав королю нового листа, в якому визнав факт обрання, але проти його волі (лист передав посол Григорій Гуляницький).
Поява Павла Тетері на посаді гетьмана стала великою несподіванкою для королівського двору. Тетеря поставив перед королем кілька вимог, зокрема:
- шанувати привілеї та гідність козацтва, звільнити Івана Богуна та ув'язнених козацьких старшин
- повернути православним захоплені уніатами церкви
- дозволити самостійні дипломатичні стосунки з Молдавією, Волощиною
- розпочати мирні перемовини РП з Московією, вимагати від Москви звільнення ув'язнених козацьких старшин
- готувати похід на Лівобережжя
- гарантувати допомогу кримських та буджацьких татар.

Усі вимоги, крім церковної, були виконані. Павло Тетеря відіслав назад гетьманські клейноди, прислані королем у березні 1663 через гінця Івана Мазепу (згідно статусу, їх мав привезти посол).
В 1663–1665 роках, як гетьман Правобережної України, брав участь у поході Яна II Казимира на Лівобережжя, а потім допомагав річпосполитській армії на чолі зі Стефаном Чарнецьким і татарами боротися проти козацьких повстань на Правобережжі. Зокрема, на початку 1665 року розбив Івана Сербина біля Умані (полковник загинув).
Жорстокою розправою над Іваном Поповичем тільки озлобив суспільство.
Десь на початку червня 1665 року ватажок повстанців Василь Дрозденко розбив урядове військо Павла Тетері під Брацлавом. Опоненти гетьмана захопили чималі скарби та знищили гетьманський архів, що, може, раніше зробив Іван Сірко. Гетьман розпустив вірних козаків, з невеликим почтом через Бар, Кам'янець пішов на захід. За одними даними, був змушений зректися гетьманства (але Я. Дашкевич стверджував, що «гетьманства … не зрікся і булави не поклав»), захопивши військову скарбницю, державний архів і гетьманські клейноди. Виїхав до Речі Посполитої, де перейшов у католицтво й дістав звання стольника у білоруському Полоцьку та старости брацлавського (попередник Стефан Чарнецький; з правом передачі власності у випадку смерті дружині Олені), ніжинського, чигиринського.
У жовтні 1665 року Ян Собеський писав дружині, що в Тетері у Варшаві можна купити кілька сороків прекрасних соболів. Юрій Хмельницький та Блаженнійший митрополит Київський та всієї Руси Йосип Тукальський, яких звільняли з ув'язнення, 29 листопада 1665 склали присягу на вірність королю, що було умовою звільнення, а також погодились, що місце перебування в Україні їм вкаже гетьман Павло Тетеря.

#### «Після гетьманства» — політичний емігрант
За даними польського дослідника Каспера Несецького, отримав посади барського та ніжинського старост та маєтності.
З 1665 року проживав у Варшаві. Став членом Львівського Ставропігійського православного братства, у якому залишив під заставу своє срібло за 300 дукатів.
Вироком Люблінського трибуналу 1669 року став банітою та інфамом, але зміг добитися відкладення вироку на півроку. З невеликим гуртом людей перейшов кордон Молдавії в першій половині липня 1669 року, серед яких сестрінок Василь Іскрицький.

### Османський період
Пограбований єзуїтами у Варшаві (в еміграції, щоб відплатити Стефану Пісочинському, ведучи подвійну гру, підтвердив дарування варшавським єзуїтам маєтку у Висоцьку) і не діставши підтримки уряду Речі Посполитої, Тетеря схилився на бік Османської імперії, виїхав до Молдови (Ясси), де його приймав молдовський господар Георгій Дука та Молдовський митрополит, звідти — до Адріанополя, де, мабуть, готував якусь антипольську акцію на боці Османської імперії, але незабаром помер — був отруєний на початку квітня 1670 року. Іскрицький та Піроцький, які були біля нього в еміграції, звинуватили у смерті Пісочинського, який не заперечував вбивства, але казав, що то зробив не він.. За іншою версією, Тетеря помер від хвороби, яку надбав під час мандрівки, при чому він устиг висповідатися у православного священика, що відкидає версію про його католицтво. Поховали Павла Тетерю, можливо, в одній із грецьких православних церков Едірне, а самого місця поховання ніхто спеціально не розшукував.
Від султана отримував щоденну пенсію 200 аспрів (або 40 флоринів), у Ларіссі (Тессалійські гори) — санджак (султанський прапор, що означало затвердження протекції).

## Власність
«Збирати маєтки» почав бл.1652 року, купив у Сулимів Демидів яким володів спільно з сестрою Євою, а потім подарував сестрінку Василю Іскрицькому, майбутньому тестю гетьмана Данила Апостола. До цього маєтку приєднав розташовану неподалік Литурівку. 1654 року від московського монарха, васала Кримського хана, отримав малозначущі документи на місто Сміла. 1656 мав млин на Попівцях поблизу Переяслава. Пізніше отримав Козаровичі, Глібівку, Ясногороди, які подарував Києво-Межигірському монастирю. Варшавський сейм у березні 1659 року затвердив його шляхетство та надав маєтки у Берестейській економії (з королівських столових маєтностей) — у волостях Київець, Мелешичі та містечку Піщатичі з правом дідича. Того ж року польський король Ян Казимир дарув Павлові Тетері у вічне володіння Демидів з прилеглими селами. Також мав села Абрагамівка, Раківка, Вороньківка, право на володіння якими (також Литурівкою) затвердив сейм 1661 року.
Вдова Адама Киселя продала йому маєтність Гощу. Від Юрія Хмельницького як тимчасову резиденцію отримав Суботів.
1659 року, коли за Гадяцькою угодою вірні та заслужені козаки Речі Посполитої винагороджувались землями, Гуляйпіль з околицями був наданий Павлу Тетері. Проте сандомирський воєвода Станіслав Александер Конецпольський згадав на сеймі за свою дідівщину і вимагав її повернення. Попри те, що сейм задовольнив прохання Конецпольського на підставі «конституцій» 1661 і 1662 року, Гуляйпіль певний час тримав у своїй власності гетьман Тетеря.
1665 вислав на сейм свого шваґра Іскрицького з настановою, в якій змушував його просити про надання у власність Ольховця з Гуляйполем, «…котрі він, Гетьман запорозький, за привілеєм королівським тримає через право по життєве… на шляхах тих самих сидить татарських; до Дикого Поля належить, і перед цим там помешкання були, бо люди займалися ловінням риби і звірів на луках».
29 квітня 1670 надав «повновласть» на свої маєтки матері Анастасії, Інокентію Ґізелю, Феодосію Софоновичу, чоловіку сестри Атанасія Піроцького..
Позичив коронному стражнику Самуелю Лещинському понад 42000 золотих, контракт уклали в Любліні 12 вересня 1665, в ньому П. Тетеря названий, зокрема, чигиринським старостою.
Львівському Ставропігійському православному братству залишив під заставу своє срібло за 300 дукатів наприкінці весни — влітку 1665 року.

## Вшанування пам'яті
- У Житомирі існує вулиця Гетьмана Павла Тетері (з 2002 року)[28].
- У Переяславі існує вулиця Павла Тетері (з 19 лютого 2016 року)[29].
- У Чигирині також існує вулиця Павла Тетері (з 21 квітня 2016 року).

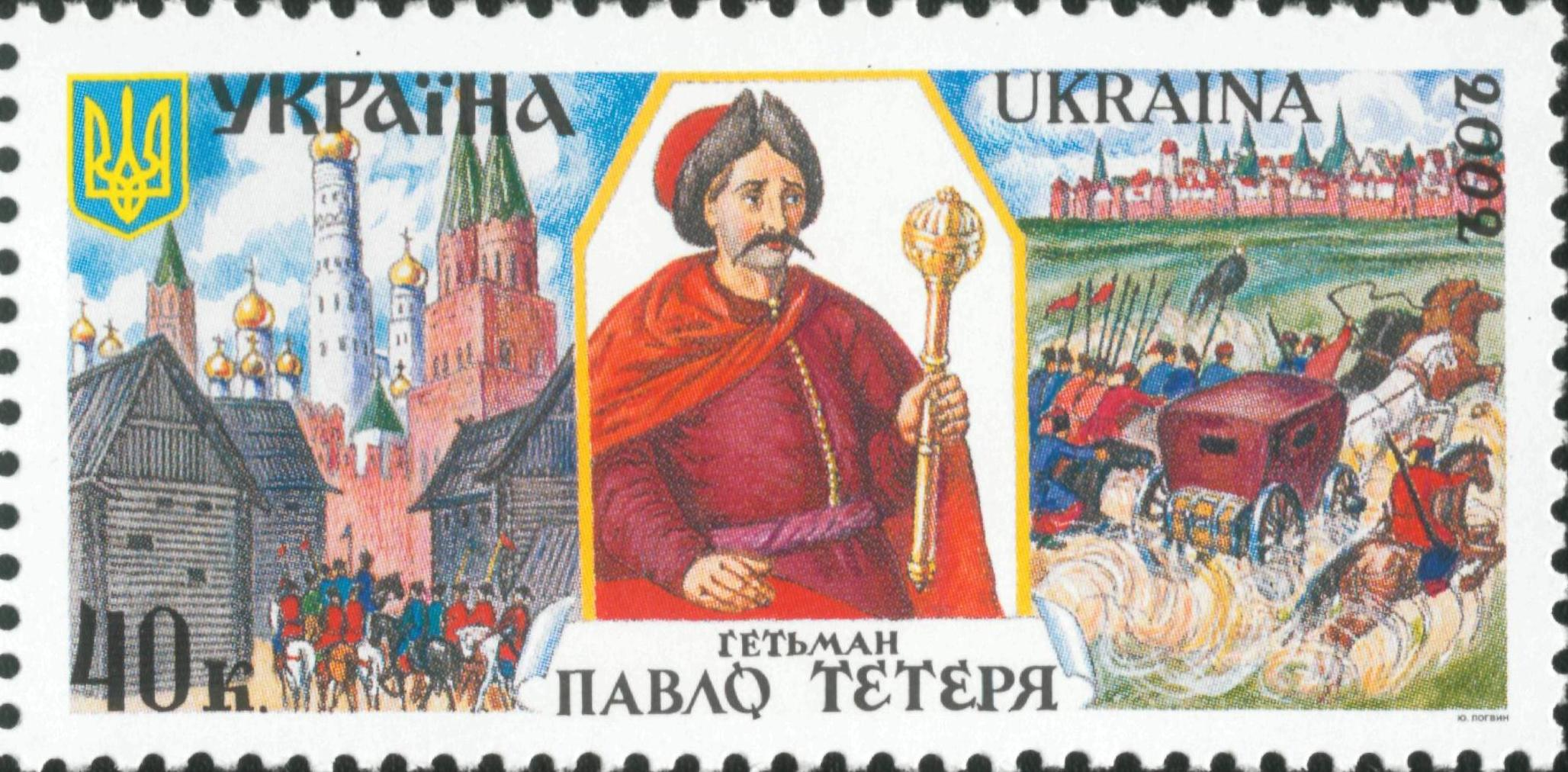
Павло Тетеря на українській марці

## Родина
Мав рідного брата Юрія і зведеного Шурла, а також двох сестер які повиходили заміж за українських шляхтичів Михайла Іскрицького й Атанаса Піроцького.
Дружини:
1. Тетяна Виговська (сестра Івана Виговського), була похована у Києві 13 жовтня 1657 року. Виговські не дали Павла Тетері належну йому спадщину покійної[8].
2. Олена Хмельницька, донька Богдана Хмельницького, вдова Данила Виговського. Одружились 1660 року[10]. Під час повстання 1664 року приєдналася до опонентів Павла Тетері, за що потім була вивезена до Речі Посполитої.
За іншими даними — Катерина Хмельницька[31].

## Зауваги
1. ↑  варіант прізвища Моржковський походить з російського перекладу слова Morzkowski — написання його прізвища польською мовою